# Bourreria huanita
Bourreria huanita är en strävbladig växtart som först beskrevs av Llave och Lex., och fick sitt nu gällande namn av Hemsley. Bourreria huanita ingår i släktet Bourreria och familjen strävbladiga växter. Inga underarter finns listade i Catalogue of Life.